# Krishna Lal Adhikari
Krishna Lal Adhikari (tiếng Nepal: कृष्णलाल अधिकारी, 5 tháng 2 năm 1888 - 9 tháng 12 năm 1923) là một tác giả người Nepal nổi tiếng với việc xuất bản cuốn sách Makaiko Kheti năm 1920 về đề tài trồng ngô. Cuốn sách bị cáo buộc là phản quốc. Anh bị kết án chín năm tù và chết trong tù. Sau khi qua đời, anh được công nhận là "người tử vì đạo văn học" đầu tiên ở Nepal. Công viên Tinlal ở Manthali, Ramechhap, được đặt theo tên của anh.

## Đầu đời và sự nghiệp
Adhikari sinh ra ở Quận Ramechhap vào ngày 5 tháng 2 năm 1888, và trở thành một quan chức Subba trong chính phủ. Anh làm việc ở Văn phòng Bộ Ngoại giao. Adhikari là người ủng hộ quyền tự do ngôn luận và sự thể hiện cá nhân.
Adhikari đã có cảm hứng để viết một cuốn sách về trồng ngô sau khi đọc một cuốn sách Ấn Độ bạn anh tặng. Với sự cho phép của Bhasha Prakashini Samiti Nepal (Ủy ban Xuất bản Ngôn ngữ Nepal), ông đã công bố Makaiko Kheti vào tháng 7 năm 1920. Hai chuyên viên Ramhari Adhikari và Bhojraj Kafle - đã báo cáo với thủ tướng Chandra Shumsher Jang Bahadur Rana về cuốn sách; họ đổ lỗi cho tác giả về "những biểu hiện tinh quái để phản quốc". Chandra cho rằng Krishna Lal Adhikari "đã tấn công một cách tượng trưng" mình vì cuốn sách có "một phân tích so sánh về lợi ích của một con chó giống Anh và một con chó bản địa".
Vào ngày 2 tháng 8 năm 1920, Adhikari bị kết án 9 năm tù, với tùy chọn giảm án xuống 6 năm nếu anh ta đưa tất cả 1.000 ấn bản cuốn sách cho chính phủ. Anh đã cố gắng giao tất cả các bản sao nhưng một bản đã mất tích; anh không biết nó đã biến đi đâu. Tất cả 999 bản đã bị đốt. Không có bản sao nào của cuốn sách còn tồn tại.
Cùng năm đó, Makaiko Kheti được xuất bản một lần nữa mà không có đề cập đến triều đại Rana, với tựa đề mới, Krishi Shikshvali.

## Qua đời và di sản
Adhikari chết vì bệnh lao ba năm sau đó trong khi ở trong tù. Khi ông nằm trên giường bệnh, lính canh đã đưa ông đi tắm nắng. Họ đã yêu cầu Chandra Shumsher thả anh ta nhưng bị từ chối. Người ta nói rằng cùng ngày hôm đó, Adhikari đã viết trên mặt đất: "Triều đại Rana diệt vong". Cha của Adhikari đã yêu cầu Chandra Shumsher cho phép hỏa táng con trai mình trong Đền Pashupatinath, nhưng Chandra từ chối và nói Adhikari đã bị giam giữ để chết dần chết mòn. Một tác giả viết rằng Adhikari bị đối xử vô nhân đạo bên trong phòng giam.
KP Sharma Oli, Thủ tướng Nepal, đã công nhận Krishna Lal Adhikari là một trong những người tử vì đạo đã giúp chấm dứt chính phủ độc tài. Công viên Tinlal ở Manthali, Ramechhap, được đặt theo tên của Adhikari, cùng với nhà cách mạng Gangalal Shrestha và chính trị gia Pushpalal Shrestha  Adhikari được ca ngợi là thánh tử đạo văn học đầu tiên ở Nepal.
Makaiko Arkai Kheti là một cuốn sách dựa trên câu chuyện của Adhikari, sau này được chuyển thể thành một vở kịch; nó đề cập đến việc tìm kiếm quyền tự do ngôn luận.